# Centre d'accès à l'information juridique
Le Centre d'accès à l'information juridique (CAIJ) est l'organisme qui gère toutes les bibliothèques de droit des associations de barreau du Québec, y compris celle du palais de justice de Montréal. Il offre aussi un portail de ressources en ligne pour démocratiser l'accès à l'information juridique, en permettant de consulter les lois canadiennes et québécoises, la jurisprudence des tribunaux et la doctrine des auteurs juridiques. Avec SOQUIJ, CanLII, Westlaw et LexisNexis Canada, il s'agit de l'un des principaux outils de recherche juridique utilisés par les juristes du Québec.
Cet organisme est le fruit des efforts initiés par les plus hautes autorités juridiques du Québec pour rendre accessibles au public les ouvrages juridiques en leur possession. Les dirigeants du Barreau du Québec ont notamment souhaité sa création. Les travaux qui ont mené à la création du CAIJ ont été commencés à l'époque du bâtonnier Francis Gervais. Parmi les fondateurs du CAIJ, on note entre autres le juge de Cour suprême Richard Wagner, le juge Michel Pinsonneault, le juge Clément Samson et l'avocat émérite Pierre Mazurette.
Le CAIJ offre aussi des formations en ligne aux avocats du Québec. Depuis 2017, la Collection de droit du Barreau est aussi disponible en ligne par l'intermédiaire des ressources du CAIJ.